# Aleksej Maksimov
Alexei Maximov (1952) è un artista russo, fino al 1991 sovietico, attualmente residente a San Pietroburgo, Russia, specializzato nella pittura a smalto, nella ritrattistica di famiglie reali europee e nella pittura a olio.
È nota la sua maestria nell'utilizzare i metodi tradizionali per la produzione di opere di pittura a smalto, senza il supporto di moderni forni digitali, ed è oggi considerato un maestro di questa forma d'arte..

## Mostre
La prima esposizione dei lavori di Maximov è avvenuta al Podolsk Town Museum nel 1979, insieme al suo collaboratore di sempre Leonid Efros, e la seconda nello stesso anno presso lo State Literature Museum a Mosca. Nei primi anni 90 presso il Palazzo dell’Armeria del Cremlino si è tenuta un'importante esposizione delle opere di Maximov, nell'ambito di una panoramica storica di pittori a smalto russi.
Più recentemente, nell'aprile 2012, ha avuto luogo una sua mostra presso la William Kent House al Ritz di Londra, dedicata ai ritratti in miniatura su smalto di membri delle famiglie reali di Gran Bretagna, Paesi Bassi e Norvegia, e soprattutto al ventesimo anniversario del suo ritratto alla Regina Elisabetta II, che in quell'anno festeggiava il Giubileo di diamante. A seguito della mostra, che poteva essere visitata solo su appuntamento, i ritratti sono stati venduti all'asta.
Quella del ritratto fu la prima occasione dopo oltre 200 anni in cui un monarca inglese regnante acconsentì ad un incontro con un artista russo, onore che Maximov ha condiviso con Efros. La Regina Elisabetta II rimase talmente stupita dall'abilità di Maximov che invitò a farsi ritrarre sia la Principessa Anna la settimana successiva, sia la Regina Elisabetta, la Regina madre, il 31 di quello stesso mese. Quei ritratti divennero il suo marchio distintivo. Nel complesso, il lavoro di Maximov è stato incluso in oltre 100 mostre d'arte in tutto il mondo. Larissa Peshekhonova dei Musei statali del Cremlino di Mosca ha descritto Maximov come un artista di pittura a smalto che ha “trasformato le tradizioni del passato per creare un [suo] proprio stile artistico inimitabile e la sua immagine del mondo”.

## Premi
Nel 1982 Maximov è stato insignito del premio internazionale per gli straordinari risultati artistici raggiunti, in occasione della III Quadriennale delle Arti Applicate a Erfurt, in Germania. Nel 1988 gli è stato conferito il Grand Prix della Commissione di Leningrado dell'Unione degli artisti russi.